# هیون-سیلوان غربی (اورگن)
هیون-سیلوان غربی (به انگلیسی: West Haven-Sylvan) یک منطقهٔ مسکونی در ایالات متحده آمریکا است که در شهرستان واشینگتن، اورگن واقع شده‌است. وست هیون-سیلوان ۶٫۹ کیلومتر مربع مساحت و ۸٬۰۰۱ نفر جمعیت دارد.